# Chinampa de Gorostiza (municipalité)
La municipalité de Chinampa de Gorostiza est l'une des 212 municipalités de l'État de Veracruz, et est située dans la partie nord de cet État. Située à l'ouest du golfe du Mexique, elle appartient à sa plaine côtière et fait partie du bassin versant du fleuve côtier Río Tancochin, qui alimente la lagune de Tamiahua plus à l'est. Son chef-lieu est la ville éponyme de Chinampa de Gorostiza. Elle dépend de la région Huasteca Alta, du nom du peuple des Huaxtèques qui y est établi, et est une des 10 subdivisions administratives de l'État de Veracruz.

## Géographie
La municipalité de Chinampa de Gorostiza s'étend d'ouest en est dans le bassin versant du fleuve côtier Río Tancochin. Ce fleuve la borde pour partie au sud-ouest, tandis qu'un de ses affluents, le Río La Estancia marque sa limite nord, prolongée au nord-est par le Río San Francisco. Établie dans la plaine côtière du golfe du Mexique, son altitude moyenne est de 100 mètres. Son chef-lieu, la ville éponyme de Chinampa de Gorostiza, se trouve dans les confins sud-ouest de son territoire. Ce territoire couvre une superficie de 152,99 km2, et était peuplé en 2010 de 15 286 habitants, pour une densité de 99,9 habitants par km2.
Cette municipalité est limitrophe au nord et à l'ouest de celle de Tantima, à l'ouest de celle de Tamalín, au sud de celle de Naranjos Amatlán et à l'est de celle de Tamiahua.

## Composition et démographie
| Localité              | Population |
| --------------------- | ---------- |
| Chinampa de Gorostiza | 4797       |
| Colonia las Flores    | 2636       |
| Kilómetro Veintidós   | 1830       |
| La Pimienta           | 656        |
| Reste des localités   | 5367       |
| Total population      | 15 286     |

En plus de l'espagnol, plusieurs langues amérindiennes sont parlées dans la municipalité, dont les principales sont par ordre d'importance : le huastèque, dans une moindre mesure le nahuatl et le totonaque, les autres langues étant très marginales.

## Histoire
Jusqu'en 1874, San Antonio Chinampa dépend de la municipalité de Naranjos Amatlán, puis prend son autonomie en devenant une municipalité.
En 1932, la municipalité de San Antonio Chinampa et son chef-lieu changent de nom, pour devenir Chinampa de Gorostiza, en l'honneur du dramaturge Manuel Eduardo de Gorostiza (1789-1851).

## Économie

### Pétrochimie
Le territoire de la municipalité recèle plusieurs puits de pétrole, comme Chinampa n°1, Juan Casiano et Chapopote.